# Вовченко Іван Антонович
Іва́н Анто́нович Во́вченко (нар. 12 січня 1905, с. Кирдани, Таращанського повіту, Київської губернії — пом. 28 жовтня 1976, Київ) — генерал-майор радянських танкових військ (1943). З вересня 1944 по травень 1947 начальник 2-го Київського училища самохідної артилерії імені Фрунзе.

## Життєпис
Народився 12 січня 1905 року в селі Кирдани Таращанського повіту Київської губернії.
В Червоній Армії з серпня 1926 року.
З квітня 1941 року — командир 261 окремого танкового батальйону 34-ї запасної спеціалізованої бригади Орловського військового округу.
З початку війни — командир 48-го окремого розвідувального батальйону 48-ї танкової дивізії на Західному фронті.
З вересня 1941 року — командир 9-го танкового полку 9-ї танкової бригади.
З лютого 1942 року — командир 81-ї стрілецької бригади Калінінського фронту. Командувач армії зазначав, що полковник Вовченко проявив себе в боях «… рішучим, ініціативним, сміливим командиром, що володів великими організаторськими здібностями».
З квітня 1942 року — командир 3-ї гвардійської танкової бригади 7-го танкового корпусу, що брав участь у розгромі німецьких військ під Сталінградом. Командир корпусу генерал-лейтенант П. О. Ротмістров відмічав, що «… у всіх проведених операціях товариш Вовченко проявив себе як грамотний, сміливий та рішучий командир, вимогливий та дисциплінований… Зі своєю бригадою він не лише зупиняв наступаючі сили ворога, а й неодноразово примушував їх відступати, наносячи їм суттєві втрати та повертав втрачені населені пункти».
З січня 1943 року — командир 3-го гвардійського Котельніковського танкового корпусу Воронезького фронту, що брав участь у Воронезько-Касторненській та Харківській наступальних операціях, битві під Курськом, битві за Дніпро, Чернігівсько-Прип'ятській наступальних операціях, в наступі на київському напрямку та захопленні міста Прилуки.
У складі 5-ї гвардійської танкової армії корпус успішно діяв в Мінській наступальній операції, у форсуванні р. Березини та захопленні міста Борисів. За мужність та героїзм, проявлені при захопленні міста Мінськ, частини корпусу отримали почесне звання «Мінські». В цих операціях та наступних боях, за інформацією з бойової характеристики, Іван Антонович Вовченко «… проявив високі командирські здібності, вірно організовував взаємодію частин з усіма належним засобами, в результаті чого оборона ворога була прорвана. Генерал Вовченко в командуванні підлеглими військами проявив зразки ініціативності, винахідливості, оперативності, він чітко формував та безперечно виконував бойові задачі».
В подальшому 3-й гвардійський танковий корпус у складі 3-го Білоруського фронту брав участь у Вільнюській наступальній операції та захопленні міст Воложин, Ошмяни, Вільнюс та інших. За успіхи в цих боях корпус був нагороджений орденом Червоного Прапора.
З вересня 1944 року Іван Антонович Вовченко — начальник 2-го Київського Червонопрапорного училища самохідної артилерії імені Фрунзе.
З травня 1947 року у відставці.
Помер 28 жовтня 1976 року. Похований в Києві.Син Вовченко Олександр Іванович , Вовченко Володимир Іванович.Онук Вовченко Віталій Володимирович , Вовченко Володимир Володимирович,правнучка Вовченко Юлія Віталіївна 03.06.1998 р.у.м Єнакієве, Вовченко Олена Володимирівна.29.11.1990р.у Донецька область м Єнакієве

## Нагороди
Нагороджений орденом Леніна, трьома орденами Червоного Прапора, орденом Суворова 2-го ступеня, трьома орденами Червоної Зірки та медалями.